# Bonfield
Bonfield – wieś w Stanach Zjednoczonych, w stanie Illinois, w hrabstwie Kankakee.